# Església de Sant Llorenç (Llorenç del Penedès)
Església de Sant Llorenç és un temple del municipi de Llorenç del Penedès (Baix Penedès) protegida com a bé cultural d'interès local.

## Descripció
Una escalinata mena a la façana principal, la qual és rodejada per una balustrada de pedra. La façana és dividida en tres cossos.
- El central presenta una gran rosassa i una estructura a dues vessants adossada, on es troba l'arquivolta d'arcs de mig punt que forma la porta d'accés.[1]
- El cos de l'esquerra presenta una portalada d'arc de mig punt amb arquivoltes, i una finestra formada per dos arcs de mig punt i un ull, tapiats amb vitralls.[1]
- El cos dret presenta la mateixa estructura però a sobre hi ha el campanar. És una torre quadrada de tres plantes separades per cornises i de diferent diàmetre. El segon pis consta de quatre obertures d'arc de mig punt on es veuen les campanes. És rematat per una estructura piramidal. L'interior, molt il·luminat a causa dels nombrosos vitralls que narren la vida de Sant Llorenç, presenta una sola nau amb capelles laterals. A l'absis hi ha una imatge de Sant Llorenç.[1]

La pica baptismal d'immersió és d'estil preromànic, té una forma de copa amb base d'origen recent. És decorada amb un fris i un llibant prop de la boca. La part central presenta altres motius d'ornamentació: xarxa, arcs, fulles de palma, aus, rostre allargat i dibuixos de formes geomètriques. La part de baix té un senzill fris. El basament és tot nou. La decoració és feta mitjançant relleus.

## Història
L'església de Llorenç del Penedès es menciona per primera vegada l'any 1309 en una visita pastoral feta a la parròquia. Aquesta primitiva església quedà petita davant les necessitats del poble, i es decidí, ja en època moderna, construir-ne una de nova. L'església actual també és dedicada a Sant Llorenç. La seva façana és d'estil neoromànic de factura relativament moderna. Una inscripció a la façana lateral esquerra que dona a la Plaça del Castell cita: «Aquí fou lo cementiri fins lo any 1777», i corrobora l'existència d'una restauració que segurament no fou la darrera. L'església pertany a l'arxiprestat del Vendrell.
La pica baptismal data del segle viii, segons el Dr. Trenchs, antic director del Museu Diocesà de Barcelona. L'any 1952, en l'última pàgina de la «hoja dioscesana» del 23 de març, Mossén Lluís i Brossa, aleshores rector de Llorenç, va escriure: en el nostre temple parroquial han començat les obres de construcció del nou Baptisteri, que, si Déu vol, serà emplaçat en el costat esquerre del nostre temple, a prop de la porta principal. Fou en aquest moment quan, al fer caure la paret per construir el nou Baptisteri -paret que separava l'església de l'antic cementiri fins a l'any 1777-, es trobà incrustada la pica dins el mur. Aquesta fou enviada a Barcelona per restaurar-la i una vegada fou acabat el Baptisteri es col·locà al mig. El 19 de juny del 1953, dia de la visita pastoral feta pel Bisbe Dr. Gregorio Modrego Casaus, la pica fou beneïda.